# Parco nazionale di Sohoton
Il parco nazionale di Sohoton, o del ponte naturale di Sohoton, con riferimento a una formazione naturale che fa da ponte sospeso su una profonda gola, è un'area naturale protetta delle Filippine che occupa la parte meridionale di Samar. Istituito nel 1935, il parco si estende su 4,28 km² e racchiude una serie di attraenti gole e grotte calcaree e un'area di foresta di bassopiano cresciuta su suolo calcareo che, a dispetto delle piccole dimensioni del parco, mostra un'interessante biodiversità. Dal 2003 il parco nazionale è parte del più esteso parco naturale di Samar ed è gestito da esso.

## Territorio
La maggiore attrazione del parco, situata in una gola lungo le sponde del fiume Sohoton, è la grotta Panhulugan I, un complicato labirinto di cunicoli e camere rocciose adorne di spettacolari stalattiti e stalagmiti. Fra queste, le più maestose hanno nomi che rimandano al loro strano aspetto, come Banaue Rice Terraces, Great Wall of China, Sitting Madonna e King's Throne. Panhulugan I è certamente la grotta più visitata e più vasta di tutte, ma ve ne sono di altrettanto belle, come Panhulugan II, Sohoton, Bugasan e Kapitagan. Le grotte sono state teatro di alcuni ritrovamenti archeologici, fra l'altro di denti umani (alcuni decorati), braccialetti di conchiglie, perline e frammenti di ferro. La scoperta di alcuni vasi di porcellana cinese, presumibilmente usati come urne cinerarie e ornate di motivi della dinastia Ming (XIV-XVII secolo), suggerisce una colonizzazione cinese più recente. Durante il secondo conflitto mondiale, inoltre, le grotte furono il nascondiglio dei partigiani della resistenza antigiapponese.
A 3 km a monte di Panhulugan I si incontra un lungo ponte naturale di 120 m, invaso dalla vegetazione, gettato sulla gola in cui scorre il fiume. È probabilmente l'unico lembo di terra superstite dopo migliaia - se non milioni - di anni di erosione delle piogge e, per un certo periodo, delle acque impetuose del fiume. Procedendo per altri 4 km nella giungla si raggiunge la cascata di Cabungaan.

## Flora
Gran parte della limitata superficie del parco presenta una fitta copertura di foresta di dipterocarpacee di bassopiano adattata al suolo calcareo. Ciò ha favorito lo sviluppo in alcuni alberi di enormi radici di sostegno, capaci di assicurare la pianta a un suolo tanto sottile, impedendone al contempo la crescita alle dimensioni gigantesche che solitamente caratterizzano la foresta pluviale sempreverde.

## Fauna
La fauna è quella tipica delle Visayas, con presenza di tarsi e cinocefali delle Filippine, varani, macachi delle Filippine, cinghiali e civette delle palme. Pare che qui vivano anche il bucero rossiccio e il pappagallo nuca azzurra e si ricorda almeno un avvistamento certo dell'aquila delle scimmie, avvenuto nel 1985 presso Panhulugan I.